# 面具傑森魔
傑森·沃爾希斯（英語：Jason Voorhees）是由Victor Miller所創造出來的虛構連環殺人魔。
傑森·沃爾希斯首次出现於1980年的恐怖片《十三號星期五》，然而他不是這部影片中的殺手，而是他的母親——沃爾希斯女士（Mrs. Voorhees）。傑森在第2集開始才正式登場；第3集則首次戴上了「曲棍球面具」（此後也成為了他的經典形象）；到了第6集則獲得了超乎常人的力量以及不死之身。傑森的智商低且行動笨重、擁有高大身軀且不曾說話過。而且，雖然在追殺的時候都只用走的，但卻能輕鬆的追上任何人。目前電影系列總共有12部（包含重拍及新線影業拍的），除此之外還衍生了小說、遊戲以及漫畫。

## 介紹
該系列電影第一集時間發生於1980年5月9日，這部影片中的殺手並不是傑森而是他的母親——沃爾希斯女士（Mrs. Voorhees），電影的反派傑森出現於他母親沃爾希斯女士對於他的回憶中及在沃爾希斯女士的追殺中倖存的愛麗絲的夢境幻覺之中。 雖然傑森從未在第一集電影中真正出現過，卻是推動著整系列電影的情節的靈魂人物。沃爾希斯女士以前曾經在水晶湖營地擔任廚師，後來傑森因為輔導員的疏忽溺死，難過的沃爾希斯女士便憤而向營地輔導員復仇。在第二集登場時，傑森為了替母親報仇而殺害了倖存者愛麗絲（因為愛麗絲砍了沃爾希斯女士的頭）。在這之後，凡是闖入水晶湖營地的人，傑森便必定殺無赦。

## 相關遊戲
- 《十三號星期五》（1989）
- 《十三號星期五》（2017）
- 《真人快打X》（DLC客串角色）
- 《地獄已滿》的nms_campblood地圖
- 《恐怖格斗》
- 《combat initiation》stage 1 bos
- 《Forsaken》

## 外部連結
- 互联网电影数据库上面具傑森魔的资料
- The Many Faces of Jason - a look at the various shots of Jason behind the mask[永久]
- Jason Voorhees at the Horror Film Wiki （页面存档备份，存于），一個關於恐怖片的Wikia
- Jason Voorhees at the Friday the 13th Wiki （页面存档备份，存于），一部關於十三號星期五的Wikia